# Julien Leclercq
Julien Leclercq (Somain, 7 de agosto de 1979; LL-Q150 (fra)-Jérémy-Günther-Heinz Jähnick-Julien Leclercq.wavⓘ) é um diretor de cinema, produtor e roteirista francês.

## Biografia
Julien Leclercq é originário de Somain, no norte da França.
Em 2004, ele escreveu e dirigiu seu primeiro curta-metragem, Transit, de produção própria. Ele dirigiu Pierre Richard, Caroline Cellier e Philippe Nahon em um universo retrofuturista povoado por seres de carne e metal. Ele foi então notado pelo produtor Franck Chorot e pela Gaumont. O estúdio então lhe destinou um orçamento de 8,7 milhões de euros para seu primeiro longa-metragem, Chrysalis. Albert Dupontel interpreta um tenente da polícia que procura o assassino de sua esposa, em Paris, em 2025.
Ele então abandonou a ficção científica, mas em troca de um projeto igualmente ambicioso: L'Assaut. Lançado em 2011, o filme relembra a tomada de reféns do voo 8969 da Air France. Dirigiu notavelmente Vincent Elbaz e Grégori Derangère.
Em 2013, foi lançado seu terceiro longa-metragem, Gibraltar, inspirado na vida de Marc Fievet, com Gilles Lellouche e Tahar Rahim. Em 2015, dirigiu o videoclipe Comme Gucci Mane de Kaaris. O rapper aparece em seu próximo filme, Braqueurs, ao lado de Sami Bouajila e Guillaume Gouix. Ele então dirigiu Jean-Claude Van Damme em Lukas, lançado em 2018.
Em 2020, ele filmou a adaptação de seu filme Braqueurs em série para a Netflix. Com seis episódios, Braqueurs foi transmitido a partir de setembro de 2021. Há vários anos que ele tenta realizar um filme biográfico sobre Alain Prost, interpretado por Guillaume Gouix.

## Filmografia

### Diretor
| Ano  | Título                | Notas                             |
| ---- | --------------------- | --------------------------------- |
| 2004 | Transit               | Curta-metragem, também roteirista |
| 2007 | Chrysalis             | Também roteirista                 |
| 2011 | L'Assaut              | Também roteirista                 |
| 2013 | Gibraltar             |                                   |
| 2016 | Branqueurs            | Também roteirista                 |
| 2018 | Lukas                 |                                   |
| 2020 | La Terre et le Sang   |                                   |
| 2021 | Sentinelle            |                                   |
| 2021 | Braqueurs             | Série de TV - 6 episódios         |
| 2024 | Le Salaire de la peur | Também roteirista                 |
| 2026 | GIGN                  | Também roteirista                 |

### Produtor
| Ano  | Título                | Notas                                           |
| ---- | --------------------- | ----------------------------------------------- |
| 2004 | Transit               | Curta-metragem, de produção própria             |
| 2011 | L'Assaut              | De produção própria                             |
| 2015 | L'Affaire SK1         | De Frédéric Tellier                             |
| 2016 | Braqueurs             | De produção própria                             |
| 2018 | Bluebird              | Um pássaro azul em meu coração, de Jérémie Guez |
| 2018 | Budapest              | De Xavier Gens                                  |
| 2018 | Lukas                 | De produção própria                             |
| 2021 | Braqueurs             | Série de TV - 6 episódios                       |
| 2024 | Le Salaire de la peur |                                                 |